# 베스 파울러
베스 파울러(영어: Beth Fowler, 1940년 9월 1일 ~ )는 미국의 배우이다. 토니상에 2번 후보로 올랐다. 넷플릭스의 웹 드라마 《오렌지 이즈 더 뉴 블랙》의 제인 잉걸스 수녀 역으로 출연했다.

## 출연 작품
- 들어는 봤니? 모건 부부 (2009)
- 뮬란 (1998)
- 시스터 액트 2 (1993)
- 시스터 액트 (1992)
- FBI 기동 타격대 3 (1991)